# Konnakol
Konnakkol (anche traslitterato come Konokol, Konakkol, Konnakol, Konakol) è una parola della lingua tamil (கொன்னக்கோல்), che indica un'arte vocale tradizionale tipica della musica dell'India del sud, la musica carnatica, in cui vengono recitate sillabe (Sol) e parole (Solkattu) dal suono percussivo in relazione a un preciso "ciclo ritmico", detto Tāla. 
Il Tāla è definito e scandito da particolari movimenti delle mani. Esistono moltissimi Tāla diversi, ognuno con la sua specifica struttura che influenza sia la forma della composizione sia quella dell'improvvisazione, attraverso principi estetici tramandati dalla tradizione. 
Il Konnakkol è un'arte tramandata oralmente da maestro a discepolo e probabilmente risalente a millenni fa. 
Sebbene esistano alcune risorse scritte, proprio per la sua natura orale e la sua tradizione, esso necessita di venir appreso attraverso un insegnamento diretto. 

## Impiego nella musica carnatica
Le sillabe (Sol) e le parole (Solkattu) del linguaggio del Konnakkol vengono utilizzate in vari contesti inerenti alla musica, e non solamente nel regno degli strumenti a percussione.
Alcuni fra i principali impieghi di questo linguaggio sono:
1. nella didattica del ritmo (sia degli strumenti a percussione sia di quelli melodici);
2. nella danza tradizionale dell'India del sud Bharatanatyam;
3. in sezioni di parti melodiche cantate (ad esempio nel Kalpanaswara);
4. in particolari tipologie di composizioni musicali (come i Thillana);
5. nella comunicazione di idee tra musicisti[6].

Il Konnakkol è la pratica che integra questi gli elementi in un contesto di recitazione artistica e in ambito concertistico.
Il Konnakkol è inoltre conosciuto in India per i suoi effetti benefici sul piano fisico, mentale e spirituale.

## Impiego nella musica occidentale
In Occidente il Konnakkol è soprattutto noto per la sua complessità ritmica e la sua elaborazione formale e, proprio per questo, molti musicisti occidentali sono stati profondamente ispirati e influenzati dai suoi concetti e dai suoi canoni estetici. 
Fra questi Olivier Messiaen, John McLaughlin, Don Ellis, Steve Smith, Pete Lockett, Claude Gastaldin e molti altri.
Il suo sistema didattico molto strutturato e scientifico permette di analizzare e costruire strutture ritmiche estremamente complesse in modo intuitivo e semplice. 
Questo aspetto didattico, che sembra colmare alcune lacune insite nel sistemo ritmico occidentale dei "Counting systems" (specie l'articolazione e l'attacco dei suoni in velocità e la formulazione musicale di gruppi di note di varia lunghezza), è un altro elemento importante per il quale molti musicisti occidentali si avvicinano a questo linguaggio. 
Proprio in quanto linguaggio ritmico "astratto", i suoi concetti, una volta compresi e interiorizzati, possono essere adattati a qualunque strumento o genere musicale e possono quindi risultare utili per qualunque musicista.